# O Pecado de Ser Mãe
O Pecado de Ser Mãe foi uma telenovela brasileira produzida e exibida pela TV Rio, canal 13, às 21h. Foi ao ar de 24 de março à junho de 1966.

## Elenco
- José Augusto Branco
- Paulo Gracindo
- Gracindo Júnior
- Renato Master